# HD 75112
HD 75112，又名CD-34 5243，SAO 199607、HR 3490，是一颗恒星，视星等为6.37，位于銀經256.54，銀緯5.41，其B1900.0坐标为赤經8h 42m 50.9s，赤緯-34° 5.41′ 22″。